# Herbert W. Armstrong
Herbert W. Armstrong, född 31 juli 1892, död 16 januari 1986, var en amerikansk pastor, pionjär när det gällde radioevangelisation och grundare av Worldwide Church of God (WCG).

## Uppväxt
Armstrong föddes och växte upp i Des Moines, Iowa. Hans föräldrar var kväkare och han deltog regelbundet i dessas möten och söndagsskola.
Vid 18 års ålder fick han anställning på tidningen Daily Capital. Denna mediaerfarenhet kom att prägla Armstrongs framtida liv.
På sin 25-årsdag gifte han sig med en avlägsen släkting, Loma Dillon, med vilken han fick fyra barn; Beverly Lucile, Dorothy Jane, Richard David och Garner Ted.
1924 råkade familjen i ekonomiska svårigheter och flyttade till Eugene, Oregon där Loma Armstrong kom i kontakt med Church of God (Seventh-Day) - en rörelse som förkunnade att lördagen skulle helgas som vilodag. Loma tog till sig denna lära och konfronterade maken med den. Herbert W Armstrong kom, efter ingående bibelstudier, fram till att hustrun hade rätt och 1931 ordinerades han själv till pastor inom denna kyrka. 

## Radioevangelist
I oktober 1933 blev Armstrong erbjuden att hålla en kort andakt i en lokal radiosändning. Efter god respons från lyssnarna började han i januari 1934 sitt eget radioprogram, "The World Tomorrow" och månaden därpå började han ge ut tidskriften "The Plain Truth". Där presenterade han en rad kontroversiella apokalyptiska spekulationer som ledde till att han 1938 fick lämna Church of God (Seventh-Day).
1946 flyttade Armstrong sitt högkvarter från Eugene till Pasadena i Kalifornien, där han den 3 mars registrerade trossamfundet Radio Church of God. 1947 kunde han även öppna Ambassador College.
Hans radiosändningar nådde så småningom en allt bredare internationell publik och 1952 började The World Tomorrow sändas via Radio Luxembourg. 
1954 publicerades Armstrongs vitt spridda bok, The United States and Britain in Prophecy, i vilken han hävdade att många moderna länder och folkslag omnämns i Bibelns profetior. Britter, amerikaner och många europeiska folkslag utgjorde t ex, enligt Armstrong, Israels förlorade stammar med en särskild gudomlig plan i den yttersta tiden.   
Den 15 april 1967 dog Armstrongs fru, Loma.
Strax därefter började The World Tomorrow TV-sändningar och den 5 januari 1968 bytte Armstrongs kyrka namn till Worldwide Church of God.
1977 gifte Armstrong om sig med den 38 år gamla Ramona Martin, som hade en femtonårig son från ett tidigare förhållande. Det kontroversiella äktenskapet blev inte långvarigt, man separerade 1982 och tog 1984 ut skilsmässa.
I september 1985 höll Armstrong sin sista offentliga predikan och drog sig sedan tillbaka, på grund av vacklande hälsa. Den 7 januari 1986 utsåg han sin efterträdare som kyrkans högste ledare, Joseph W. Tkach och endast nio dagar senare avled Armstrong, 93 år gammal.